# Asparagus madecassus
Asparagus madecassus — вид рослин із родини холодкових (Asparagaceae).

## Середовище проживання
Ареал: Мадагаскар.